# Spitfire and the Troubleshooters
Spitfire and the Troubleshooters (rititolato Codename: Spitfire dal numero 10) è una serie a fumetti facente parte dell'iniziativa editoriale del New Universe e pubblicata dalla Marvel Comics tra il 1986 e il 1987. La serie segue le avventure del Dr. Jenny Swensen e di un gruppo dei suoi brillanti ed eccentrici studenti universitari che utilizzano curiosi aggeggi tecnologici (primo fra tutti l'armatura MAX) per combattere il crimine. Purtroppo, come anche gli altri titoli della linea New Universe, la serie non ebbe il successo sperato e fu chiusa con il numero 13. Tuttavia, il personaggio di Jenny aveva riscosso simpatia tra il pubblico e fu in seguito inserito nel volume The Pitt e successivamente divenne presenza fissa nella serie D.P.7.

## Personaggi principali
- Dr. Jennifer (Jenny) Swensen

## Altre versioni
Nella mini-serie del 2006 New Universal di Warren Ellis, Spitfire è il nome di una sezione del dipartimento della difesa in cui Jenny Swan cerca di sviluppare un'armatura che permetta ad un normale essere umano di competere con un super umano.